# Delphinium kohatense
Delphinium kohatense är en ranunkelväxtart som först beskrevs av Brühl, och fick sitt nu gällande namn av Philip Alexander Munz. Delphinium kohatense ingår i släktet storriddarsporrar, och familjen ranunkelväxter. Inga underarter finns listade i Catalogue of Life.